# Christiane Millet
Pour les articles homonymes, voir Millet.
Christiane Millet est une comédienne française.
Essentiellement active au théâtre, elle a également eu des rôles au cinéma et à la télévision, notamment dans Le Goût des autres d'Agnès Jaoui.

## Théâtre
- 1976 : Le Paradoxe sur le comédien d'après Denis Diderot, mise en scène Jacques Baillon, Théâtre national de l'Odéon - la comédienne
- 1976 : Monsieur Jean de Roger Vailland, mise en scène Pierre Debauche, Théâtre Nanterre-Amandiers
- 1978 : La Manifestation de Philippe Madral, mise en scène Jacques Rosner, Théâtre national de l'Odéon
- 1982 : Un amour de théâtre d'Alain Sachs, mise en scène Bernard Sultan, Lucernaire forum
- 1982 : Le Songe d'une nuit d'été de William Shakespeare, mise en scène Stuart Seide, Théâtre national de Chaillot, Centre dramatique Poitou-Charente
- 1984 : Le Roi Lear de William Shakespeare, mise en scène Marcel Maréchal, La Criée
- 1984 : L'Ève future d'Auguste de Villiers de L'Isle-Adam, mise en scène Jean-Louis Jacopin, Festival d'Avignon
- 1986 : Venise sauvée d'Hugo von Hofmannsthal, mise en scène André Engel, Festival d'Avignon, MC93 Bobigny - Belvidera
- 1988 : Titre pitre de Muriel Mayette, mise en scène de l'auteur, Théâtre Ouvert
- 1988 : Au bord du lit de Guy de Maupassant, mise en scène Gilles Guillot, Théâtre de la Madeleine
- 1988 : Vert... petit pois tendre de Muriel Mayette, mise en scène de l'auteur, Théâtre Gérard-Philipe
- 1989 : Ainsi va le monde de William Congreve, mise en scène Michel Dubois, Théâtre national de Belgique, Nouveau théâtre d'Angers, Comédie de Caen – Millamant
- 1990 : Oh ! mais où est la tête de Victor Hugo ? d'après Victor Hugo, mise en scène Muriel Mayette, Petit Odéon
- 1991 : La ville d'où le rire a disparu (Bailegangaire) de Thomas Murphy (en), mise en scène Jean-Louis Jacopin, Odéon-Théâtre de l'Europe
- 1991 : L'Empire de Michel Deutsch, mise en scène Michèle Foucher, Théâtre Nanterre-Amandiers
- 1992 : Mood Pieces de Tennessee Williams, mise en scène Stuart Seide, Théâtre Jean-Vilar (Suresnes)
- 1993 : John Gabriel Borkman de Henrik Ibsen, mise en scène Luc Bondy, Théâtre Vidy-Lausanne, Odéon-Théâtre de l'Europe
- 1996 : L'Anniversaire d'Harold Pinter, mise en scène Stuart Seide, Centre dramatique régional Poitou-Charentes, Les Gémeaux
- 1996 : Fin d'été à Baccarat de Philippe Minyana, mise en scène Gilles Guillot, Théâtre 14 Jean-Marie Serreau
- 1997 : Lit nuptial de Sergi Belbel, mise en scène Jean-Louis Jacopin, Espace Kiron
- 1997 : Amoureuse de Georges de Porto-Riche, mise en scène Gilles Cohen, Studio des Champs-Élysées
- 1998 : Surfeurs de Xavier Durringer, mise en scène de l'auteur, Festival d'Avignon - Odile
- 1999 : Surfeurs de Xavier Durringer, mise en scène de l'auteur, Théâtre national de la Colline, Le Trident, Théâtre Dijon-Bourgogne, Comédie de Caen - Odile
- 2000 : Dom Knigui (La Maison des livres) d'après Isaac Babel, Varlam Chalamov, Lydia Guinzburg (en), Ossip Mandelstam, Mikhaïl Ossorguine, mise en scène Patrick Sommier, Odéon-Théâtre de l'Europe
- 2000 : Droit de retour de Wladimir Yordanoff, mise en scène de l'auteur, Théâtre Hébertot – Hanna
- 2001 : Pasta et Fagioli de Patrick Sommier, mise en scène de l'auteur, MC93 Bobigny
- 2001 : Quatre quatuors pour un week-end d'après Gao Xingjian, mise en scène Jacques Rosner, Festival Nava (château de Serres)
- 2002 : Trois versions de la vie de Yasmina Reza, mise en scène Patrice Kerbrat, tournée
- 2003 : Les Chaises d'Eugène Ionesco, mise en scène Laurent Pelly, La Criée, Théâtre de l'Ouest parisien
- 2003 : Un amour de théâtre d'Alain Sachs, mise en scène Bernard Sultan, Théâtre du Chien qui Fume - Festival d'Avignon
- 2004 : Monsieur chasse ! de Georges Feydeau, mise en scène Claudia Stavisky, Maison de la danse, Centre dramatique régional Tours, La Criée, tournée - Léontine
- 2005 : Monsieur chasse ! de Georges Feydeau, mise en scène Claudia Stavisky, Théâtre national de Nice, Théâtre de l'Athénée-Louis-Jouvet, Théâtre national de Bretagne, Théâtre des Célestins, tournée - Léontine
- 2006 : Les Aventures d'Alice au pays des merveilles d'après Lewis Carroll, mise en scène Laurent Pelly, Maison des arts et de la culture de Créteil, MC2
- 2006 : Une visite inopportune de Copi, mise en scène Laurent Pelly, Théâtre de l'Ouest parisien, Maison des arts et de la culture de Créteil – Marie-Jo
- 2007 : Une visite inopportune de Copi, mise en scène Laurent Pelly, MC2
- 2007 : Les Aventures d'Alice au pays des merveilles d'après Lewis Carroll, mise en scène Laurent Pelly, Théâtre de Caen, MC2, Théâtre des Célestins, Théâtre Montansier
- 2007 : Victor ou les Enfants au pouvoir de Roger Vitrac, mise en scène Alain Sachs, Théâtre Antoine - Thérèse Magneau
- 2008 : Les Aventures d'Alice au pays des merveilles d'après Lewis Carroll, mise en scène Laurent Pelly, Théâtre de la Cité TNT
- 2008 : Sans fil de Sergi Belbel, mise en scène Gilbert Désveaux, Festival Nava (château de Serres)
- 2008 : Les riches reprennent confiance de Louis-Charles Sirjacq, mise en scène Étienne Bierry, tournée
- 2009 : La Balle au prisonnier de Jean-Paul Farré, mise en scène Jean-Claude Cotillard, L'Atelier du Plateau (Paris)
- 2009 : Les Peintres au charbon de Lee Hall, mise en scène Marion Bierry, tournée
- 2010 : Les Peintres au charbon de Lee Hall, mise en scène Marion Bierry, Théâtre Artistic Athévains
- 2010 : Funérailles d'hiver de Hanokh Levin, mise en scène Laurent Pelly, Théâtre national de Toulouse-Midi Pyrénées, Théâtre du Rond-Point – Alté Bobitshek et Tsitskéva
- 2011 : La Vérité de Florian Zeller, mise en scène Patrice Kerbrat, Théâtre Montparnasse - Laurence
- 2013 : Calme de Lars Norén, mise en scène Jean-Louis Martinelli, Théâtre Nanterre-Amandiers
- 2013 : Une heure de tranquillité de Florian Zeller, mise en scène Ladislas Chollat, Théâtre Antoine
- 2016 : Le Syndrome de l'Écossais d'Isabelle Le Nouvel, mise en scène Jean-Louis Benoît, théâtre des Nouveautés aux côtés de Florence Darel, Thierry Lhermitte, et Bernard Campan
- 2017 : Marche ! de Grégoire Aubin, mise en scène Marceau Deschamps-Ségura, salle Louis Jouvet, festival "Jouer et mettre en scène" au CNSAD
- 2018 : Suite française d'Irène Némirovsky, mise en scène Virginie Lemoine, théâtre du Balcon au festival off d'Avignon
- 2022 : Un jour en été d'Anton Tchekhov, mise en scène Patrick Sommier, théâtre de Poche-Montparnasse
- 2024 : Chers parents d'Emmanuel Patron et Armelle Patron, théâtre de Paris
- 2025 : Juste la fin du monde de Jean-Luc Lagarce, mise en scène Johanny Bert, théâtre de l'Atelier

## Filmographie

### Cinéma
- 1983 : La Palombière de Jean-Pierre Denis : Claire
- 1983 : La Crime de Philippe Labro : l'avocate stagiaire
- 1985 : Novembermond d'Alexandra von Grote
- 1989 : Le Goût de plaire, court-métrage d'Olivier Ducastel : Cécile
- 1989 : Vol nuptial, court-métrage de Dominique Crèvecœur
- 1989 : Les Maris, les Femmes, les Amants de Pascal Thomas : Claire
- 1998 : Jeanne et le Garçon formidable d'Olivier Ducastel et Jacques Martineau : l'infirmière de nuit
- 2000 : Drôle de Félix d'Olivier Ducastel et Jacques Martineau : la polythérapeute
- 2000 : Le Goût des autres d'Agnès Jaoui : Angélique
- 2001 : Tanguy d'Étienne Chatiliez : Irène
- 2002 : Mille millièmes de Rémi Waterhouse : Anne Élisabeth Picard
- 2004 : Les Sœurs fâchées d'Alexandra Leclère : Géraldine
- 2006 : Hell de Bruno Chiche : la mère de Hell
- 2006 : Prête-moi ta main d'Éric Lartigau : Françoise Messier-Lalande
- 2007 : Ce que mes yeux ont vu de Laurent de Bartillat : Annabelle Roy
- 2008 : LOL de Lisa Azuelos : la mère de Charlotte
- 2009 : Je l'aimais de Zabou Breitman : Suzanna Houdard
- 2010 : Les Émotifs anonymes de Jean-Pierre Améris : la mère d'Angélique
- 2011 : Itinéraire bis de Jean-Luc Perreard : Mme Chevalier
- 2012 : Télé Gaucho de Michel Leclerc : la mère de Victor
- 2014 : Samba d'Éric Toledano et Olivier Nakache : Madeleine
- 2015 : Premiers Crus de Jérôme Le Maire : Marguerite
- 2017 : Monsieur et Madame Adelman de Nicolas Bedos : Madame de Richemont
- 2018 : Tout le monde debout de Franck Dubosc : mère de Julie et Florence
- 2019 : L'Autre Continent de Romain Cogitore : Sophie-Charlotte
- 2019 : La Belle Époque de Nicolas Bedos : Sylvie/Josiane
- 2021 : Le Sens de la famille de Jean-Patrick Benes : Mamie Thérèse
- 2021 : Les Fantasmes de David Foenkinos et Stéphane Foenkinos : La mère de Sophie et Mélanie
- 2022 : Mascarade de Nicolas Bedos : Françoise
- 2022 : Le Torrent d'Anne Le Ny : Brigitte
- 2023 : Second Tour d'Albert Dupontel : Pr Jacob

### Télévision
- 1979 : Miss, épisode Miss a peur de Roger Pigaut : Corinne
- 1981 : Les Cinq Dernières Minutes de Claude Loursais, épisode L'écluse du temple
- 1981 : Les Cinq Dernières Minutes de Claude Loursais, épisode Mort au bout du monde : Nathalie
- 1984 : Opération O.P.E.N., épisode Le Grand Chaos réalisé par François Dupont-Midi : Marie-Laure
- 1984 : Tout comme un homme de Michel Boisrond : Catherine
- 1990 : Tribunal, épisode Au nom du fils : Solange Lauzier
- 1991 : Le Stagiaire de Jacques Rouffio : Baroli
- 1995 : Les Bœuf-carottes, épisode Les Enfants d'abord réalisé par Denis Amar : Geneviève Auclair
- 1995 : Julie Lescaut, épisode Double rousse réalisé par Élisabeth Rappeneau : Stéphanie
- 1996 : Deux justiciers dans la ville, épisode Erreur de jeunesse réalisé par Éric Woreth : Marie
- 1997 : Demi père de Thomas Vincent
- 1997 : La Famille Sapajou d'Élisabeth Rappeneau : Bérénice
- 1998 : Commissaire Moulin, épisode 36 quai des ombres réalisé par Denis Amar : Emmanuelle Di Marco
- 1998 : Divorce sans merci de Thomas Vincent : Me Chaumont
- 1998 : Passion interdite de Thierry Binisti : Sophie
- 1999 : La Crèche de Jacques Fansten et Patrice Martineau : Brigitte
- 2000 : Chacun chez soi d'Élisabeth Rappeneau : Laurence
- 2002 : Crimes en série, épisode Le Voyeur réalisé par Patrick Dewolf : Anne de Ricci
- 2002 : À cause d'un garçon de Fabrice Cazeneuve : Sylvie
- 2003 : Femmes de loi, épisode Tableau de chasse réalisé par Benoît d'Aubert : Françoise Ranval
- 2003 : Clémence de Pascal Chaumeil : Catherine
- 2004 : Péril imminent : Mortel chahut d'Arnaud Sélignac : Mme Legoff
- 2005 : Rosalie s'en va de Jean-Dominique de La Rochefoucauld : Joséphine
- 2005 : Engrenages de Philippe Triboit : Mme Lesage
- 2006 : Nuages d'Alain Robillard : Anne-Sophie Carbonnaz
- 2007 : Le Clan Pasquier de Jean-Daniel Verhaeghe : Catherine
- 2007 : Les Jurés de Bertrand Arthuys : la présidente du tribunal
- 2009 : Florence Larrieu, le juge est une femme, épisode Sous x réalisé par Denis Amar : Ève Blondin
- 2009 : Aveugle, mais pas trop de Charlotte Brändström : Hélène
- 2009 : Julie Lescaut, épisode Passions aveugles réalisé par Alain Choquart : Michelle Delbart
- 2009 : La Tueuse de Rodolphe Tissot : la baronne
- 2010 : Contes et nouvelles du XIXe siècle, épisode Le Mariage de Chiffon réalisé par Jean-Daniel Verhaeghe : Mme de Bray
- 2010 : Quand vient la peur... réalisé par Élisabeth Rappeneau : Violaine
- 2010 : Monsieur Julien de Patrick Volson : Élisabeth
- 2010 : Les Bougon, épisode Faux départ réalisé par Sam Karmann : Christelle
- 2010 : Boulevard du palais, épisode Trop jeune pour toi réalisé par Thierry Petit : Élisabeth
- 2010 : Drôle de famille !, épisode Deux heureux événements réalisé par Benoît d'Aubert : Françoise
- 2011 : Une vie française de Jean-Pierre Sinapi : Martine Villandreux
- 2011 : La Vérité de Florian Zeller, mise en scène Patrice Kerbrat, réalisation Vitold Krysinsky : Laurence
- 2012 : Hiver rouge de Xavier Durringer : Delphine Fauvet
- 2012 : Les Hommes de l'ombre, série créée par Dan Franck, Frédéric Tellier, Charline de Lépine et Emmanuel Daucé, saison 1 : Isabelle Desportes, la Première dame de France
- 2012 : Frère et Sœur de Denis Malleval : Irène Courage
- 2012 -  2014 : Ainsi soient-ils, série créée par David Elkaïm, Bruno Nahon, Vincent Poymiro et Rodolphe Tissot, saisons 1 et 2 : Maryse Morvan, la mère de Guillaume
- 2013 : Drôle de famille !, épisode Vacances à l'orientale réalisé par Christophe Douchand : Françoise
- 2014 : Coût de chance de Denis Malleval : Colette
- 2015 : Candice Renoir, épisode Qui se repent se punit soi-même réalisé par Olivier Barma : Isaure de l'Estang
- 2016 : Le Mari de mon mari de Charles Nemes : Monique
- 2017 : Le Crime de Noël, épisode 20 de la saison 2 de la série Les Petits Meurtres d'Agatha Christie
- 2018 : Speakerine, mini-série réalisée par Laurent Tuel : Michèle Pavi
- 2019 : Le Grand Bazar de Baya Kasmi : Solange
- 2019 : La Fin de l'été d'Hélène Angel : Françoise
- 2021 : Le Code : Jeanne Vanhoven
- 2022 : Qu'est-ce qu'elle a ma famille ? d'Hélène Angel : Aline
- 2022 : Visions d'Akim Isker : Juge
- 2023 : Piste noire (mini-série) : Anne Monfort
- 2025 : Menace imminente, série télévisée de Dan Sahar

### Clips musicaux
- 2024 : Fools Affection - Songs for the People

## Distinctions
- Molières 2011 : nomination au Molière de la comédienne dans un second rôle pour Funérailles d’hiver
- Prix du Syndicat de la critique 2013 : meilleure comédienne pour Calme